# ТЭЦ-9
ТЭЦ-9 — предприятие энергетики московской энергосистемы, расположенное в Москве на Автозаводской улице.
Входит в состав территориальной генерирующей компании «Мосэнерго».

## Расположение и потребители
Станция расположена на территории Южного административного округа Москвы по адресу: 115280, Москва, Автозаводская улица, дом № 12/1.
Станция обеспечивает электроэнергией и теплом крупнейшие промышленные предприятия города: АМО «ЗИЛ», ОАО «Московский шинный завод», Московский метрополитен, а также потребителей Кожуховского, Нагатинского и Автозаводского районов и многочисленные предприятия и службы местного значения на их территории.

## История
25 мая 1932 года Наркомат тяжёлой промышленности издал приказ о создании первого в СССР прямоточного котла.
Он должен был быть установлен на ТЭЦ Всесоюзного теплотехнического института.
Разработка проекта проходила в специально созданном конструкторском бюро под руководством профессора Л. К. Рамзина.
Стройка осуществлялась организацией «ВТИстрой» и была объявлена ударной.
Именно этой организацией впервые в СССР и был произведён прямоточный котёл, установленный на станции.
Для изготовления этого котла были применены новые марки легированной стали с повышенной прочностью, так как обычные не держали нагрузки при столь высокой температуре пара.
Запуск станции произошёл 22 декабря 1933 года. Паропроизводительность при запуске составила 200 т/ч, давление пара — 130 атмосфер, температура — 500 °C.
Этот день считается началом работы ТЭЦ-9.
К 13 сентября 1935 года мощность станции достигла проектных 60 МВт.
Во время Великой Отечественной войны механические мастерские ТЭЦ-9 использовались для военных целей — в них изготавливались детали снарядов «Катюш».
Электроцех предприятия выпускал передвижные электростанции и противотанковые ежи.
Указом Президиума Верховного Совета СССР от 1 апреля 1945 года станция была награждена орденом Трудового Красного Знамени с формулировкой:
за успешное освоение энергетического оборудования высокого давления и бесперебойную работу по энергоснабжению оборонной промышленности города Москвы
В 1956 году впервые в СССР на станции была введена комплексная автоматизация технологического процесса в котлотурбинном цехе.
ТЭЦ-9 была переведена на работу на газообразном топливе.
В 1956 году в цикле водоподготовки стал применяться процесс глубокого обессоливания (также впервые в СССР).
До середины 50-х годов XX века станция была рекордсменом: единственной в стране электростанцией с высокими техническими параметрами.
Мощность в те годы составляла 60 МВт, а паропроизводительность — 500 т/час.
В период 1971—1991 годов была проведена реконструкция станции, её мощность достигла 250 МВт.
Работы проводили предприятия Мосэнергострой, Мосэнергоспецремонт, Мосэнергомонтаж.
В 2003 году коллектив ТЭЦ-9 ОАО «Мосэнерго», во главе с её директором В. Б. Голышевым, успешно решая задачи, связанные с тепло и электроснабжением города Москвы, отпраздновал 70-летний юбилей предприятия.
В апреле 2014 года на ТЭЦ-9 была введена в эксплуатацию газотурбинная установка ГТУ-65 с газовой турбиной AE64.3A производства Ansaldo Energia (Италия).

## Перечень основного оборудования
| Агрегат                                     | Тип                     | Изготовитель                                     | Количество | Ввод в эксплуатацию | Основные характеристики | Основные характеристики | Источник    |
| Агрегат                                     | Тип                     | Изготовитель                                     | Количество | Ввод в эксплуатацию | Параметр                | Значение                | Источник    |
| ------------------------------------------- | ----------------------- | ------------------------------------------------ | ---------- | ------------------- | ----------------------- | ----------------------- | ----------- |
| Оборудование паротурбинных установок        |                         |                                                  |            |                     |                         |                         |             |
| Паровой котёл                               | ТГМ-84                  | Таганрогский котельный завод «Красный котельщик» | 2          | 1959—1962           | Топливо                 | газ, мазут              | [ 4 ]       |
| Паровой котёл                               | ТГМ-84                  | Таганрогский котельный завод «Красный котельщик» | 2          | 1959—1962           | Производительность      | 420 т/ч                 | [ 4 ]       |
| Паровой котёл                               | ТГМ-84                  | Таганрогский котельный завод «Красный котельщик» | 2          | 1959—1962           | Параметры пара          | 140 кгс/см2, 560 °С     | [ 4 ]       |
| Паровой котёл                               | БКЗ-320-140ГМ           | Барнаульский котельный завод                     | 3          | 1970, 1971, 1993    | Топливо                 | газ, мазут              | [ 4 ]       |
| Паровой котёл                               | БКЗ-320-140ГМ           | Барнаульский котельный завод                     | 3          | 1970, 1971, 1993    | Производительность      | 320 т/ч                 | [ 4 ]       |
| Паровой котёл                               | БКЗ-320-140ГМ           | Барнаульский котельный завод                     | 3          | 1970, 1971, 1993    | Параметры пара          | 140 кгс/см2, 560 °С     | [ 4 ]       |
| Паровая турбина                             | ПТ-60/75-130/22         | Ленинградский металлический завод                | 1          | 1983                | Установленная мощность  | 60 МВт                  | [ 4 ]       |
| Паровая турбина                             | ПТ-60/75-130/22         | Ленинградский металлический завод                | 1          | 1983                | Тепловая нагрузка       | 144 Гкал/ч              | [ 4 ]       |
| Паровая турбина                             | ПТ-70/80-130/13         | Ленинградский металлический завод                | 1          | 1987                | Установленная мощность  | 70 МВт                  | [ 4 ]       |
| Паровая турбина                             | ПТ-70/80-130/13         | Ленинградский металлический завод                | 1          | 1987                | Тепловая нагрузка       | 128 Гкал/ч              | [ 4 ]       |
| Паровая турбина                             | ПТ-80/100-130/13        | Ленинградский металлический завод                | 1          | 1991                | Установленная мощность  | 80 МВт                  | [ 4 ]       |
| Паровая турбина                             | ПТ-80/100-130/13        | Ленинградский металлический завод                | 1          | 1991                | Тепловая нагрузка       | 188 Гкал/ч              | [ 4 ]       |
| Водогрейное оборудование                    |                         |                                                  |            |                     |                         |                         |             |
| Водогрейный котел                           | ПТВ-100                 | Бийский котельный завод                          | 1          | 1975—1987           | Топливо                 | газ                     | [ 4 ]       |
| Водогрейный котел                           | ПТВ-100                 | Бийский котельный завод                          | 1          | 1975—1987           | Тепловая мощность       | 100 Гкал/ч              | [ 4 ]       |
| Оборудование газотурбинной установки ГТЭ-65 |                         |                                                  |            |                     |                         |                         |             |
| Газовая турбина                             | АЕ 64.3A                | Ansaldo Energia (Италия)                         | 1          | 2014                | Топливо                 | газ                     | [ 4 ] [ 5 ] |
| Газовая турбина                             | АЕ 64.3A                | Ansaldo Energia (Италия)                         | 1          | 2014                | Установленная мощность  | 64,8 МВт                | [ 4 ] [ 5 ] |
| Газовая турбина                             | АЕ 64.3A                | Ansaldo Energia (Италия)                         | 1          | 2014                | tвыхлопа                | 580 °C                  | [ 4 ] [ 5 ] |
| Котёл-утилизатор                            | П-111 (Пр-86-13,72-535) | ЗиО-Подольск                                     | 1          | 2014                | Производительность      | 86 т/ч                  | [ 4 ]       |
| Котёл-утилизатор                            | П-111 (Пр-86-13,72-535) | ЗиО-Подольск                                     | 1          | 2014                | Параметры пара          | 13,7 кгс/см2, 535 °С    | [ 4 ]       |
| Котёл-утилизатор                            | П-111 (Пр-86-13,72-535) | ЗиО-Подольск                                     | 1          | 2014                | Тепловая мощность       | 15 Гкал/ч               | [ 4 ]       |

## Известные сотрудники
- Горюнов, Игорь Тимофеевич — в 1971—1972 годы — главный инженер, в 1972—1985 годах — директор ТЭЦ-9;
- Поляков, Всеволод Васильевич — в 1937—1972 директор ТЭЦ-9.